# قائمة أقضية الأردن
القضاء هو تقسيم إداري في الأردن. ينقسم الأردن إدارياً إلى 12 محافظة وتنقسم المحافظات إلى 52 لواءً وتنقسم الألوية إلى 56 قضاء، أكبر قضاء من حيث عدد السكان هو قضاء الزرقاء بعدد سكان 648,882 نسمة.
| المحافظة       | القضاء                        | عدد السكان ( تعداد 2015 ) |
| -------------- | ----------------------------- | ------------------------- |
| محافظة العاصمة | قضاء الجيزة                   | 104,165                   |
| محافظة العاصمة | قضاء أم الرصاص                | 13,839                    |
| محافظة العاصمة | قضاء الموقر                   | 47,753                    |
| محافظة العاصمة | قضاء رجم الشامي               | 36,617                    |
| محافظة العاصمة | قضاء ناعور                    | 78,992                    |
| محافظة العاصمة | قضاء أم البساتين              | 19,517                    |
| محافظة العاصمة | قضاء حسبان                    | 31,141                    |
| محافظة البلقاء | قضاء السلط                    | 105,887                   |
| محافظة البلقاء | قضاء العارضة                  | 15,644                    |
| محافظة البلقاء | قضاء علان و زي                | 19,452                    |
| محافظة البلقاء | قضاء عيرا و يرقا              | 11,139                    |
| محافظة الزرقاء | قضاء الزرقاء                  | 648,882                   |
| محافظة الزرقاء | قضاء بيرين                    | 24,683                    |
| محافظة الزرقاء | قضاء الظليل                   | 76,703                    |
| محافظة الزرقاء | قضاء الأزرق                   | 51,997                    |
| محافظة مادبا   | قضاء مادبا                    | 127,511                   |
| محافظة مادبا   | قضاء جرينة                    | 9,616                     |
| محافظة مادبا   | قضاء ماعين                    | 9,065                     |
| محافظة مادبا   | قضاء الفيصلية                 | 6,578                     |
| محافظة مادبا   | قضاء ذيبان                    | 14,548                    |
| محافظة مادبا   | قضاء مليح                     | 18,243                    |
| محافظة مادبا   | قضاء العريض                   | 3,631                     |
| محافظة المفرق  | قضاء المفرق                   | 124,479                   |
| محافظة المفرق  | قضاء بلعما                    | 35,599                    |
| محافظة المفرق  | قضاء ارحاب                    | 23,874                    |
| محافظة المفرق  | قضاء المنشية                  | 12,244                    |
| محافظة المفرق  | قضاء الصالحية                 | 29,996                    |
| محافظة المفرق  | قضاء صبحا                     | 16,976                    |
| محافظة المفرق  | قضاء أم الجمال                | 28,095                    |
| محافظة المفرق  | قضاء دير الكهف                | 10,919                    |
| محافظة المفرق  | قضاء أم القطين                | 13,275                    |
| محافظة المفرق  | قضاء البادية الشمالية الغربية | 155,799                   |
| محافظة المفرق  | قضاء السرحان                  | 26,305                    |
| محافظة المفرق  | قضاء حوشا                     | 25,530                    |
| محافظة المفرق  | قضاء الخالدية                 | 39,397                    |
| محافظة جرش     | قضاء جرش                      | 207,997                   |
| محافظة جرش     | قضاء المصطبة                  | 16,904                    |
| محافظة جرش     | قضاء برما                     | 12,158                    |
| محافظة عجلون   | قضاء عجلون                    | 81,215                    |
| محافظة عجلون   | قضاء صخرة                     | 34,863                    |
| محافظة عجلون   | قضاء عرجان                    | 21,742                    |
| محافظة الكرك   | قضاء المزار                   | 80,480                    |
| محافظة الكرك   | قضاء مؤاب                     | 14,644                    |
| محافظة الكرك   | قضاء القصر                    | 21,547                    |
| محافظة الكرك   | قضاء الموجب                   | 7,860                     |
| محافظة الكرك   | قضاء الصافي                   | 33,508                    |
| محافظة الكرك   | قضاء غور المزرعة              | 21,359                    |
| محافظة معان    | قضاء معان                     | 41,632                    |
| محافظة معان    | قضاء إيل                      | 15,134                    |
| محافظة معان    | قضاء الجفر                    | 7,804                     |
| محافظة معان    | قضاء المريغة                  | 14,708                    |
| محافظة معان    | قضاء أذرح                     | 8,374                     |
| محافظة العقبة  | قضاء العقبة                   | 149,514                   |
| محافظة العقبة  | قضاء وادي عربة                | 9,504                     |
| محافظة العقبة  | قضاء القويرة                  | 22,778                    |
| محافظة العقبة  | قضاء الديسة                   | 6,364                     |